# Бёйс, Йорди
Йорди Бёйс (нидерл. Jordy Buijs; род. 28 декабря 1988 года, Риддеркерк, Нидерланды) — нидерландский футболист, защитник клуба «Киото Санга».

## Клубная карьера

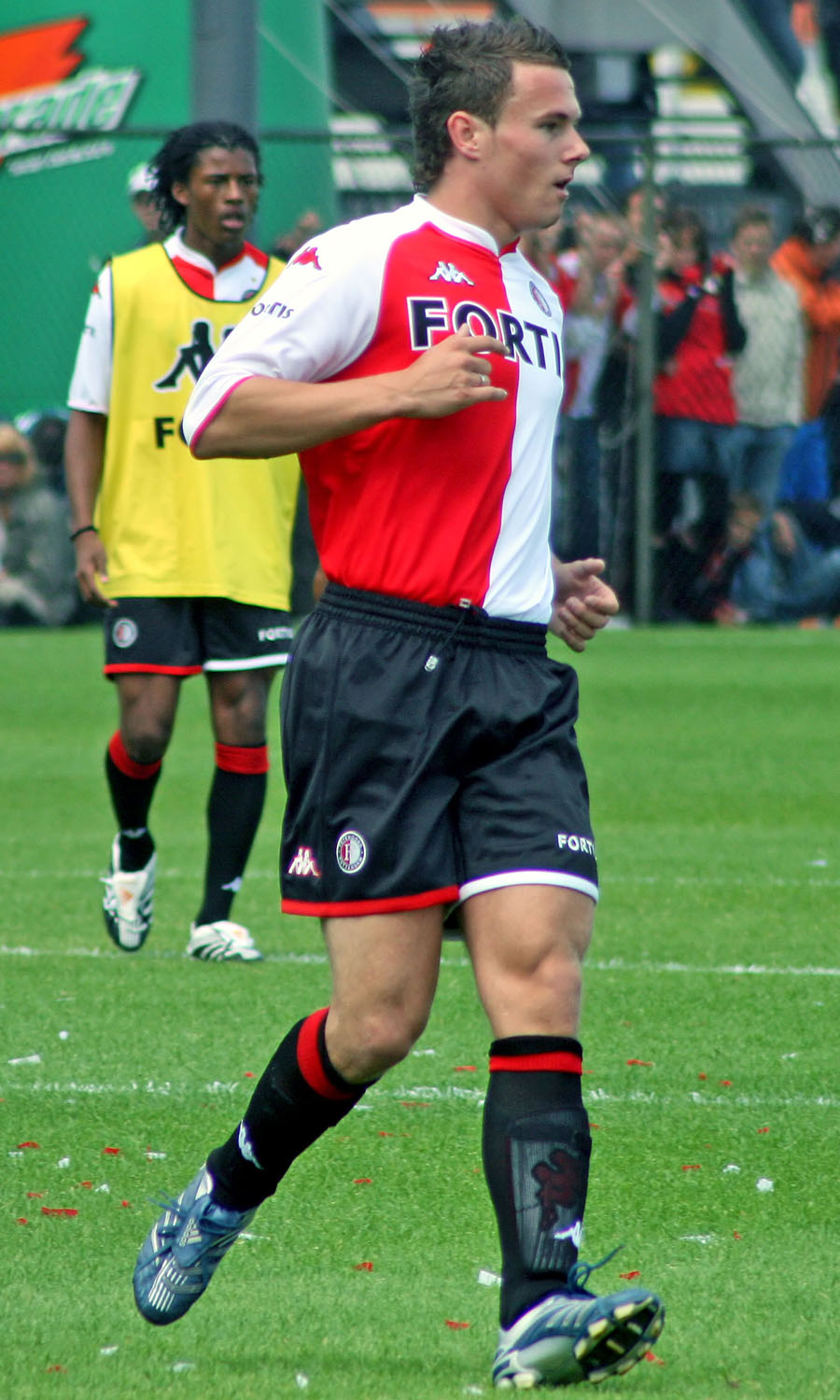
Бёйс на тренировке «Фейеноорда»

Бёйс — воспитанник клуба «Фейеноорд». В 2008 году для получения игровой практики он был арендован «Де Графсхапом». По окончании аренды клуб выкупил трансфера игрока. 22 ноября в матче против роттердамской «Спарты» Йорди забил свой первый гол за «Де Графсхап». По итогам сезона команда вылетела из Эредивизи, но Бёйс остался и через год помог клубу вернуться в элиту. Летом 2011 года Йорди перешёл в НАК Бреда. 7 августа в матче против «Твенте» он дебютировал за новую команду. 11 апреля 2012 года в поединке против «Хераклеса» Бёйс забил свой первый гол за НАК Бреда.
Летом 2014 года Бёйс перешёл в «Херенвен». 9 августа в матче против «Дордрехта» он дебютировал за новую команду.
В начале 2016 года Бёйс присоединился к «Роде». 16 января в матче против АЗ он дебютировал за новый клуб. 8 мая в поединке против «Виллема» Йорди забил свой первый гол за «Роду». Летом того же года Бёйс пополнил ряды румынского «Пандурия». 31 июля в матче против «Астры» он дебютировал в чемпионате Румынии. В начале 2017 года Бёйс подписал контракт с австралийским клубом «Сидней». 26 января в матче против «Мельбурн Виктори» он дебютировал в A-Лиге. 29 апреля в поединке против «Перт Глори» Йорди забил свой первый гол за «Сидней». В составе клуба он дважды выиграл чемпионат.
Летом 2018 года Бёйс перешёл в японский «В-Варен Нагасаки». 27 июля в матче против «Токио» он дебютировал в J-Лиге. 1 августа в поединке против «Консадоле Саппоро» Йорди забил свой первый гол за «В-Варен Нагасаки».

## Достижения
Командные
 «Сидней»
- Чемпион Австралии (2) — 2016/17, 2017/18